# Puchar Świata w kolarstwie przełajowym 1999/2000
Puchar Świata w kolarstwie przełajowym w sezonie 1999/2000 to 7. edycja tej imprezy. Organizowany przez UCI, obejmował tylko zawody dla mężczyzn. Pierwszy wyścig odbył się 7 listopada 1999 roku w szwajcarskim Safenwil, a ostatni 16 stycznia 2000 roku we francuskim Nommay.
Trofeum sprzed roku bronił Belg Mario De Clercq. W tym sezonie triumfował jego rodak Sven Nys.

## Wyniki
| Lp | Miejscowość | Data              | 1. miejsce      | 2. miejsce          | 3. miejsce          |
| -- | ----------- | ----------------- | --------------- | ------------------- | ------------------- |
| 1. | Safenwil    | 7 listopada 1999  | Sven Nys        | Richard Groenendaal | Jiří Pospíšil       |
| 2. | Tábor       | 21 listopada 1999 | Mario De Clercq | Sven Nys            | Richard Groenendaal |
| 3. | Leudelange  | 5 grudnia 1999    | Sven Nys        | Richard Groenendaal | Adrie van der Poel  |
| 4. | Kalmthout   | 19 grudnia 1999   | Bart Wellens    | Sven Nys            | Adrie van der Poel  |
| 5. | Zeddam      | 2 stycznia 2000   | Mario De Clercq | Sven Nys            | Richard Groenendaal |
| 6. | Nommay      | 16 stycznia 2000  | Daniele Pontoni | Richard Groenendaal | Mario De Clercq     |

## Klasyfikacja generalna
| Lp. | Zawodnik            | Punkty |
| --- | ------------------- | ------ |
| 1.  | Sven Nys            | 300    |
| 2.  | Richard Groenendaal | 268    |
| 3.  | Mario De Clercq     | 245    |
| 4.  | Adrie van der Poel  | 195    |
| 5.  | Daniele Pontoni     | 184    |
| 6.  | Erwin Vervecken     | 179    |
| 7.  | Peter Van Santvliet | 154    |
| 8.  | Wim de Vos          | 148    |
| 9.  | Petr Dlask          | 146    |
| 10. | Ben Berden          | 137    |